# Discotrema
Discotrema is een geslacht van straalvinnige vissen uit de familie van schildvissen (Gobiesocidae).

## Soorten
- Discotrema crinophilum Briggs, 1976
- Discotrema monogrammum Craig & Randall, 2008
- Discotrema zonatum Craig & Randall, 2008